# 함양군 (선거구)
함양군은 대한민국의 옛 국회의원 선거구이다. 당시 경상남도 함양군 지역을 관할했다.

## 역사
제헌 국회의원 선거를 앞두고 함양군 전 지역을 관할하는 선거구로 신설되었다.
제6대 국회의원 선거를 앞두고 거창군 선거구와 통합되어 함양군·거창군 선거구를 이루게 됨에 따라 폐지되었다.

## 역대 국회의원
| 선거   | 정당 | 정당               | 의원   |
| ------ | ---- | ------------------ | ------ |
| 1948년 |      | 대한독립촉성국민회 | 김경도 |
| 1950년 |      | 대한독립촉성국민회 | 박정규 |
| 1954년 |      | 대한독립촉성국민회 | 김영상 |
| 1958년 |      | 무소속             | 박상길 |
| 1960년 |      | 민주당             | 정준현 |

## 역대 선거 결과

### 대한민국 제헌 국회의원 선거
|  | 45.61% |

|  | 32.38% |

|  | 21.99% |

### 대한민국 제2대 국회의원 선거
|  | 19.84% |

|  | 18.94% |

|  | 17.42% |

|  | 15.37% |

|  | 11.36% |

|  | 7.38% |

|  | 4.38% |

|  | 2.99% |

|  | 2.28% |

### 대한민국 제3대 국회의원 선거
|  | 33.91% |

|  | 30.37% |

|  | 12.07% |

|  | 11.56% |

|  | 8.80% |

|  | 3.26% |

### 대한민국 제4대 국회의원 선거
|  | 25.07% |

|  | 24.63% |

|  | 19.69% |

|  | 10.59% |

|  | 10.36% |

|  | 9.62% |

|  | 0% |

### 대한민국 제5대 국회의원 선거
|  | 37.60% |

|  | 33.71% |

|  | 22.19% |

|  | 6.48% |

|  | 0% |